# Саврань (річка)
Саврань, Савра́нка (в минулому у верхів'ї Савранка-Чечельницька) — річка в Україні, в межах Гайсинського і Тульчинського районів Вінницької області та Подільського району Одеської області. 
Права притока Південного Бугу.
Навіть на мапі Миколи Кузанського та Гійома Левассера де Боплана зображено річку Савранку.

## Опис
Довжина 96 км, сточище — 1767 км². Похил річки 1,5 м/км. Долина у верхів'ях V-подібна, завширшки 0,5—1 км, нижче за течією трапецієподібна, завширшки 3—4 км. Заплава місцями заболочена, завширшки до 0,2 км. Річище слабозвивисте. Живлення переважно снігове. Споруджено декілька ставків. Використовується на технічні потреби, водопостачання, зрошення, рибництво.

## Розташування
Савранка бере початок на західній (Пн-Зх) околиці села Чорномин. Тече в південно-східній частині Подільської височини переважно на схід і (частково) південний схід. Біля села Пужайкове в Савранку впадає права притока — Смолянка. Перед смт Саврань впадає ліва притока — Яланець. Савранка впадає до Південного Бугу на північно-східній околиці смт Саврань.

## Притоки

### Праві
- Мала Савранка
- Смолянка

### Ліві
- Савранка
- Городищівська[6]. Починається на південному заході від Куренівки. Тече переважно на південний схід через Вербку і впадає у Саврань за 71 км від її гирла. Довжина річки 12 км. Площа басейну 54,2 км².
- Лепецька[7]. Починається у селі Василівці. Тече переважно на південний схід і у Чечельнику впадає у Саврань за 65 км від її гирла. Довжина — 8 км, площа басейну — 36,1 км².
- Рогізка
- Михайлів Яр[8]. Починається на південному заході від Михайлівки. Тече на південний схід через Миколаївку і у с. Берізки-Чечельницькі впадає у річку Саврань за 40 км від її гирла. Довжина — 7,2 км, площа басейну — 17 км².
- Яланець

## Населені пункти
Із великих населених пунктів на річці розташовані: смт Чечельник, с. Ольгопіль, с. Піщана, смт Саврань.

## Галерея

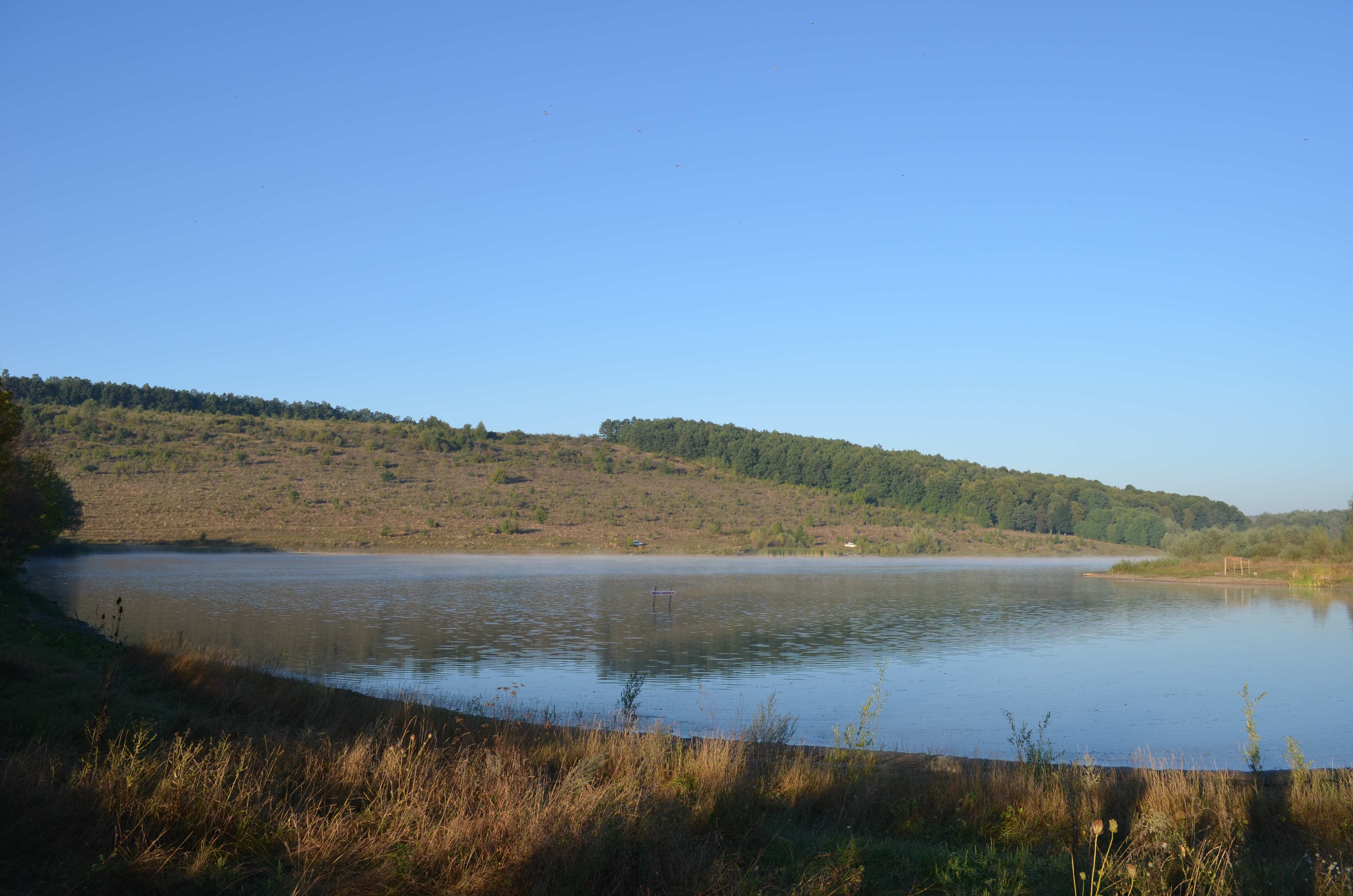
Ставок в селі Рудницьке
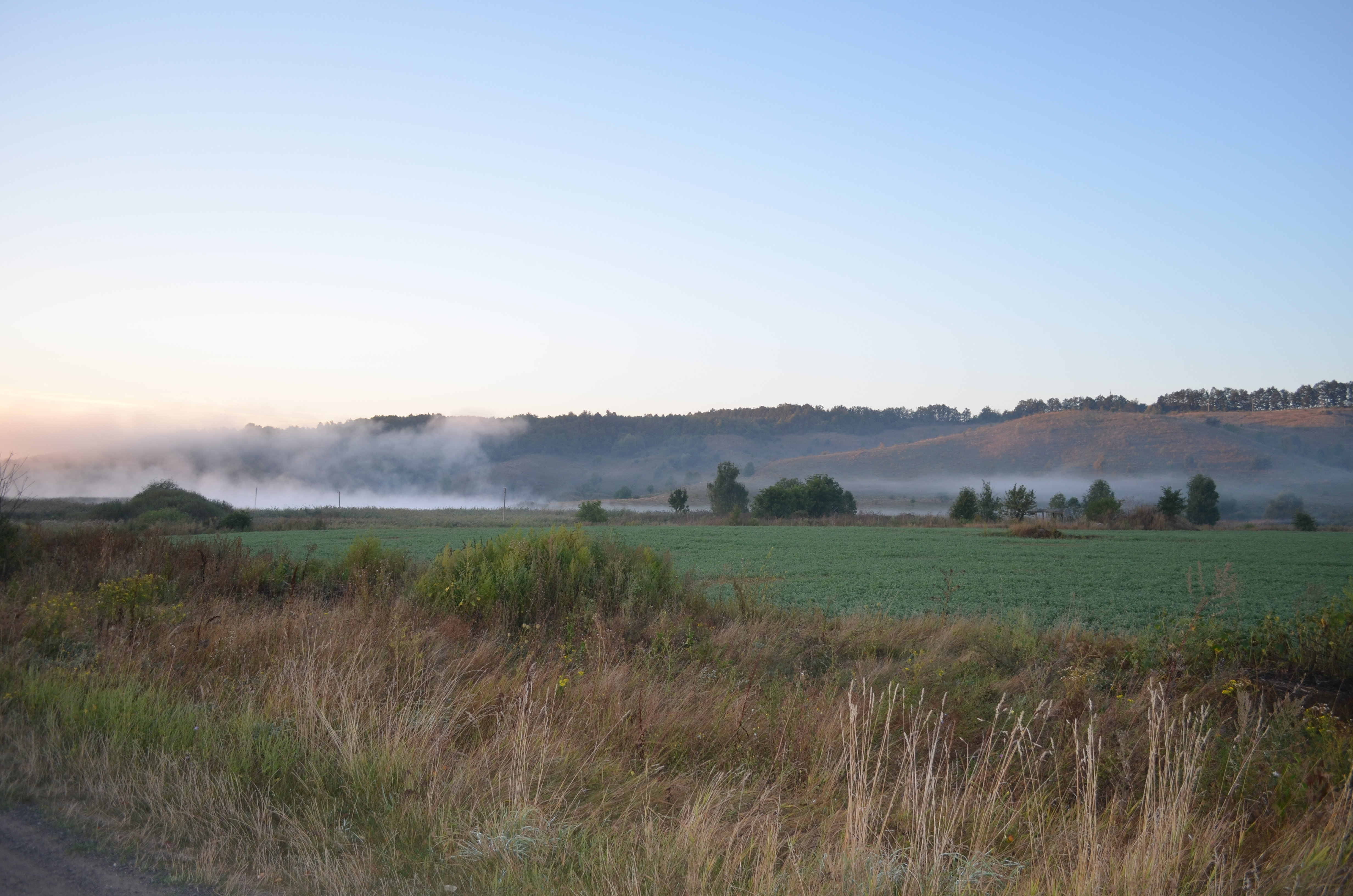
Туман над річкою в селі Городище
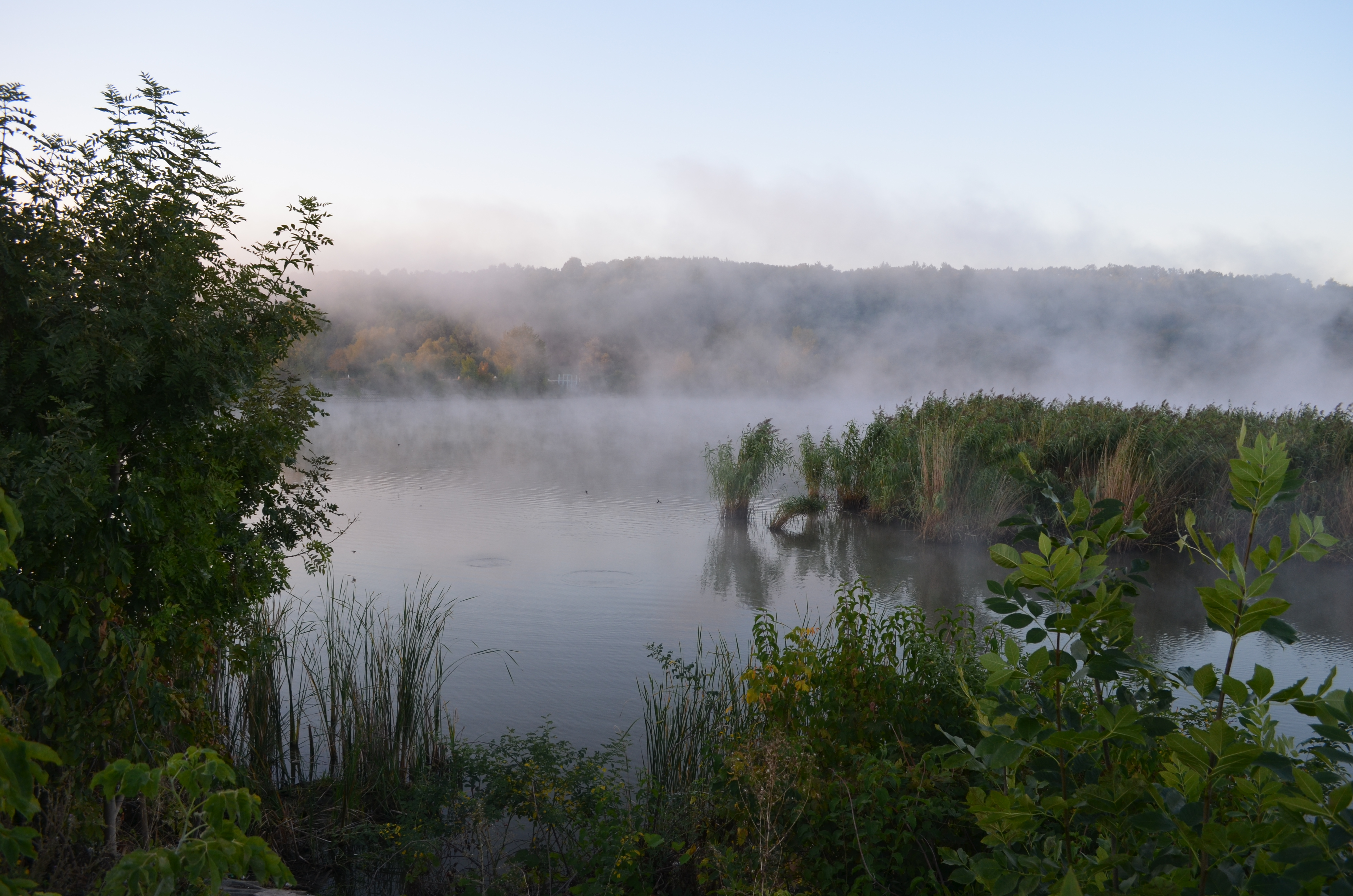
Ставок в селі Городище